# 玉ねぎむいたら… (曲)
「玉ねぎむいたら…」（たまねぎむいたら…）は、1981年5月にリリースされた桜田淳子の34枚目のシングルである。

## 解説
- 主演ドラマ「玉ねぎむいたら…」の主題歌として臨時発売された。

- イントロからエンディングまで、メロディーラインはドラマのオープニングで使われたものと全く同じであるが、シングル盤では電子楽器が多用されたアレンジになっている。

## 収録曲
- 全曲作詞：山上路夫／作曲：平尾昌晃／編曲：船山基紀

1. 玉ねぎむいたら… (3分9秒)
2. 哀しみの前奏曲 (3分56秒)